# Carlos Puga
Carlos Francisco Puga Medina (Albuñol, Granada, 26 de noviembre del 2000) es un futbolista español que juega como lateral derecho en el Málaga C. F. de la Segunda División de España.

## Carrera deportiva
Nacido en Albuñol, Granada, Puga es un jugador formado inicialmente en la categoría Benjamin en el equipo de su pueblo, A.D.Albuñol y en La Mojonera C.F, ya como Alevín formó parte de la cantera del Granada CF durante varias temporadas, donde llegó a jugar en la temporada 2011-2012 el Torneo alevín de Brunete. En su última temporada en el Granada CF como cadete de primer año fue convocado por la Selección de fútbol de Andalucía donde consiguieron ser subcampeones de España tras la Selección de Murcia. 
Ya en la categoría de Cadete de segundo año se incorporó a la cantera de la Unión Deportiva Almería donde permaneció dos temporadas, posteriormente como juvenil de segundo año jugó en La Mojonera C.F. entrenado por Kike Burgos con el que consiguió el ascenso a la Liga Nacional Juvenil y en su última temporada como juvenil, la 2018-2019, en el Club Deportivo Santa Fe de Granada donde logró el ascenso a División de Honor Juvenil, la elite del fútbol juvenil.
En la temporada 2019-2020 firmó por el CF Motril de la Tercera División de España con el que logró la clasificación para jugar la fase de ascenso a Segunda División B, siendo una pieza importante en el logro de este objetivo, y siendo elegido en el 11 ideal sub-23 de todos los grupos de la Tercera División de España.
El 5 de octubre de 2020, firma por el Córdoba C. F. B de la Tercera División de España. con el que consiguió el ascenso a Segunda Federación pero debido al descenso del primer equipo a la misma categoría no se pudo materializar este exitoso ascenso. En esta temporada debutó con el primer equipo en la antigua Segunda División B de España en la que fue la última temporada del formato.
En la temporada 2021-22, pasaría a formar parte del primer equipo del Córdoba C. F. de la Segunda Federación, con el que lograría el título de la Copa Federación y el ascenso a la Primera Federación, disputando 31 partidos de los que 23 de ellos fueron como titular.
El jugador granadino además consiguió el record de ser el jugador en la historia del Córdoba C. F. con más partidos consecutivos invicto desde su debut con la camiseta del primer equipo.
El 1 de agosto de 2023 firma por el Atlético de Madrid B, entrenado en ese momento por Luis García Tevenet.
El 1 de febrero de 2024 firma en propiedad por el Málaga C. F. tras rescindir su contrato con el Atlético de Madrid.
El 22 de junio de 2024 consigue el ascenso a Segunda División de España con el Málaga C. F., las buenas actuaciones del jugador Albuñolense con el equipo malagueño consagraron su renovación con el Málaga C. F. por dos temporadas más.
"Arranca la moto Puga" es la frase con la que se narran sus cabalgadas imparables y llenas de peligro cuando ataca por su banda derecha, un carrilero total.

## Clubes
| Club                 | País   | Año       |
| -------------------- | ------ | --------- |
| CF Motril            | España | 2019-2020 |
| Córdoba C. F. B      | España | 2020-2021 |
| Córdoba C. F.        | España | 2021-2023 |
| Atlético de Madrid B | España | 2023      |
| Málaga C. F.         | España | 2024      |